# John Neely Kennedy
John Neely Kennedy, född 21 november 1951 i Centreville i Mississippi, är en amerikansk republikansk politiker. Han är ledamot av USA:s senat sedan 2017. Han var Louisianas finansminister 2000–2017.
Han är inte släkt med Kennedy-familjen i Massachusetts.
Kennedy är starkt emot aborter.
John Kennedy presenterade en proposition den 7 mars 2018 som skulle "förbjuda företag som Comcast och Verizon från att blockera eller strypa webbinnehåll." Kennedy var en av tre republikanska senatorer tillsammans med Susan Collins och Lisa Murkowski, som röstade med helheten av demokraterna den 16 maj 2018 för att upphäva FCC:s upphävande av nätneutralitet.